# Karl von Gareis
Karl Heinrich Franz von Gareis (Bamberga, 24 aprile 1844 – Monaco di Baviera, 15 gennaio 1923) è stato un giurista tedesco.

## Biografia
Studiò legge presso le università di Monaco, Heidelberg e Würzburg, ottenendo la sua abilitazione per diritto privato a Würzburg nel 1870. Nel 1873 divenne professore di diritto all'Università di Berna, specializzandosi in diritto privato. Più tardi, fu professore nelle università di Giessen (dal 1875), Königsberg (dal 1888) e Monaco (dal 1902). Dal 1878 al 1881 fu membro del Partito Liberale Nazionale nel Reichstag tedesco.
Dal 2009 il "Carl-Gareis-Preis" viene rilasciato dall'Università di Bayreuth, per le migliori dissertazioni nel campo della storia legale o della proprietà intellettuale.

## Opere
- Staat und Kirche in der Schweiz (1877)
- Allgemeines Staatsrecht (1883)
- Institutionen des Völkerrechts (1888)
- Die Litteratur des Privat- und Handelsrechts:  1884 bis 1894 (1896)
- Deutsches Kolonialrecht (1902)[3]
- Vom Begriff Gerechtigkeit (1907)